# Tere Jiménez
María Teresa Jiménez Esquivel (Valle de Bravo, Estado de México; 25 de mayo de 1984), conocida como Tere Jiménez, es una política, jurista y politóloga mexicana, miembro del Partido Acción Nacional. Desde el 1 de octubre de 2022 se desempeña como gobernadora de Aguascalientes, siendo la primera mujer en ocupar el cargo.

## Biografía
Estudió la licenciatura en Ciencias Políticas y Administración Pública en la Universidad Autónoma de Aguascalientes. Una vez graduada, ha cursado dos maestrías: en Gestión Pública y en Políticas Públicas, esta última por parte de la Universidad la Concordia. Recientemente concluyó el doctorado en Derecho Constitucional, Penal y Amparo en la Universidad Autónoma de Durango. Su preparación académica le ha permitido especializarse en Planeación Municipal, Políticas Públicas, Derecho Electoral y Equidad de Género.

## Trayectoria
Del 2012 al 2015 fue Diputada Federal por el distrito II de Aguascalientes. En el Congreso de la Unión, se enfocó en trabajar en temas de alta sensibilidad como la seguridad y la atención a grupos vulnerables. 
En 2017 fue electa como Presidenta Municipal de Aguascalientes, donde se caracterizó por encabezar un gobierno cercano, transparente y con un manejo responsable de los recursos públicos que la llevaron a ser reelecta en 2019 en el cargo. Tere Jiménez no solo es la mujer más joven que ha ocupado la Presidencia Municipal de Aguascalientes, sino que también fue la primera mujer en ser reelecta en tal cargo, lo que destaca su compromiso de servicio y un gobierno de buenos resultados. 
Al término de su encomienda como alcaldesa, fue Diputada Federal por la LXV Legislatura como parte de la bancada del Partido Acción Nacional.
Desde el 1 de octubre de 2022, se desempeña como Gobernadora Constitucional del Estado de Aguascalientes para periodo 2022-2027, siendo la primera mujer en ocupar este cargo en esa entidad federativa. 